# 舊松奇

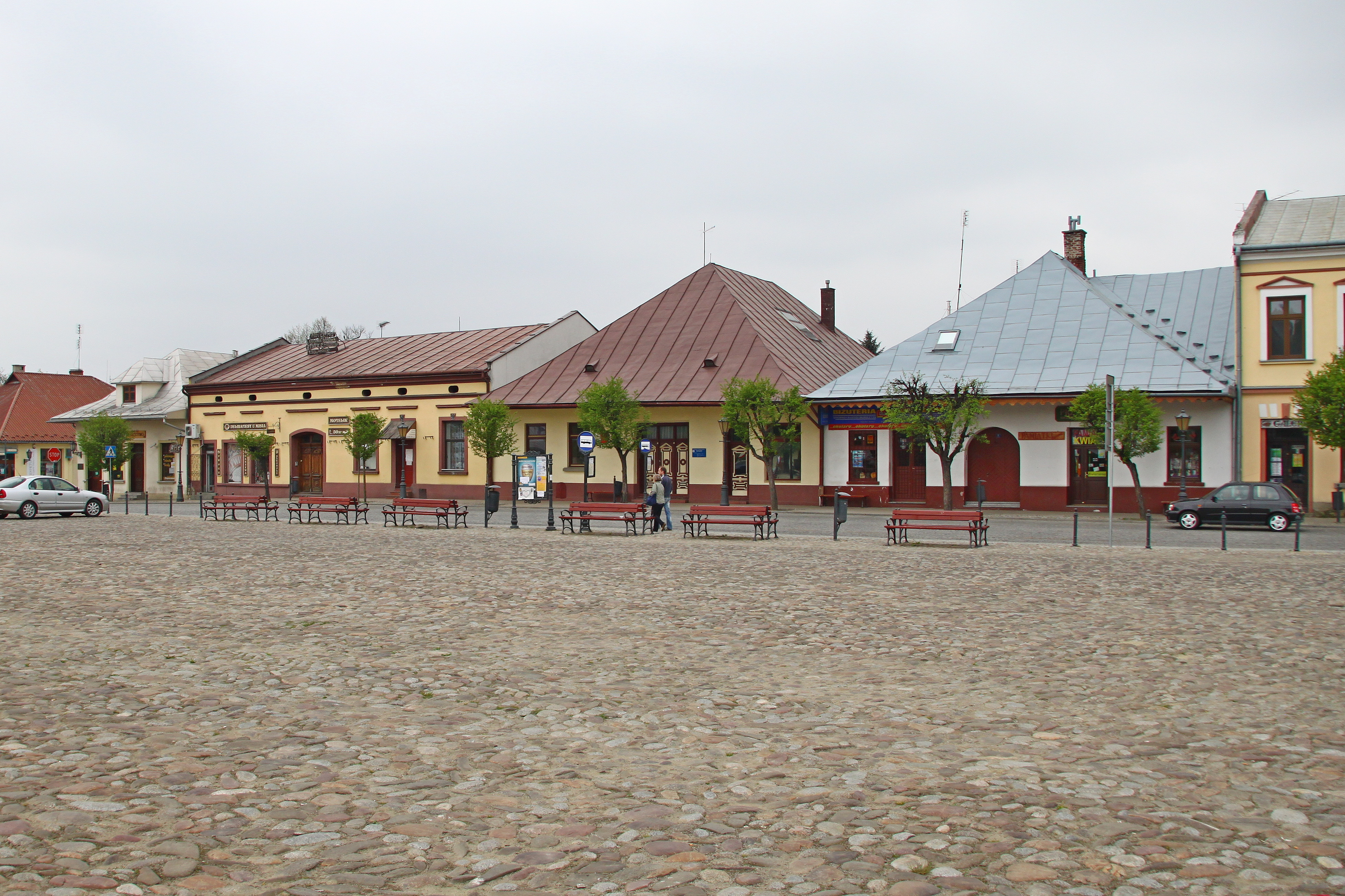

舊松奇是波蘭的城鎮，位於該國南部，由小波蘭省負責管轄，始建於十三世紀，面積16.56平方公里，海拔高度320米，2010年人口9,200。在瓜分波蘭中，該鎮被納入奧地利管治範圍。

## 外部連結
- Jewish Community in Stary Sącz （页面存档备份，存于） on Virtual Shtetl

49°33′45″N 20°38′11″E / 49.56250°N 20.63639°E